# Rafael Conti
Rafael Conti Flores, (26 de octubre de 1746-26 de septiembre de 1814) fue un Coronel en el Ejército español a cargo de Puerto Rico en la ciudad de Aguadilla nacido en España. En 1790,  capturó 11 barcos enemigos implicados en contrabando de bienes robados. En 1797,  ayudó a derrotar a Ralph Abercromby y defender Puerto Rico de una invasión británica en Aguadilla. En 1809,  organizó una expedición militar con el objetivo de regresar Hispaniola, la cual comprende las naciones de la República Dominicana y Haití, al dominio español.

## Años tempranos
Rafael Conti (nombre de nacimiento: Rafael Conti Flores ) nació en la ciudad de Cádiz, Andalucía en España. Allí recibe su educación primaria y secundaria en colegios privados. Entrenó para la carrera militar en una institución militar.

## Carrera militar
Conti estuvo a cargo del departamento de Puerto Rico en Aguadilla y nombrado subdelegado del tesoro de la ciudad. En 1790, consciente del hecho que varios barcos ingleses estuvieron implicados en actos de contrabando de bienes robados, capturó y confiscó 11 barcos implicados en los crímenes. Se casó con Juana Josefa Torralbo, hija del Gobernador español de Puerto Rico Francisco Torralbo.

### Defensa de San Juan (1797)
En febrero de 1797, el Gobernador de Puerto Rico Brigadier General Ramón de Castro, recibe noticias de que Gran Bretaña había invadido la isla de Trinidad. Creyendo que Puerto Rico sería el objetivo próximo decide poner la milicia local en alerta. Después del desembarco inglés prácticamente toda la lucha fue en tierra, basada en escaramuzas, artillería de campo e intercambios de fuego de mortero entre las fortalezas de San Gerónimo y San Antonio y el frente británico. Los británicos intentaron tomar la de San Antonio, sin éxito. Después de una lucha feroz, fueron derrotados en todos sus intentos de tomar San Juan. La invasión falló porque los voluntarios y las tropas españolas lucharon de una manera descrita por un lugarteniente británico como “asombroso valor". Los británicos también atacaron Aguadilla y Punta Salinas, donde fueron derrotados, y muchos tomados prisioneros. El enemigo retrocedió en el 30 de abril. Debido a la derrota dada a las fuerzas británicas, el gobernador Ramón de Castro pidió al Rey español Carlos IV reconocimiento para Conti y los demás defensores.

### Expedición de 1809
España desatendió sus posesiones del Caribe y en 1697 con el Tratado de Ryswick, España cedió la parte occidental de la isla de Hispaniola a Francia. Francia vino a poseer la isla entera en 1795, cuando por el Tratado de Basilea (22 de julio de 1795) España cedió Santo Domingo como consecuencia de las Guerras Revolucionarias francesas En ese tiempo, los esclavos, dirigidos por Toussaint Louverture, se rebelaron contra Francia. En 1801 capturaron Santo Domingo, por ello controlaron la isla entera; pero en 1802 un ejército enviado por Napoleón capturó a Toussaint Louverture y le envió a Francia como prisionero. Aun así, sus lugartenientes expulsaron al ejército francés otra vez de Santo-Domingo, y en 1804 se hicieron independientes como la República de Haití. Hacia el este, Francia continuó en Santo Domingo.
En 1808, siguiendo la invasión de Napoleón de España, los criollos de Santo Domingo se rebelaron contra el dominio francés. Conti organizó una expedición para aprovechar el desorden y devolver la isla a España. Conti, junto con el Capitán naval Ramón Power y Giralt, aplicaron un bloqueo con la ayuda de Gran Bretaña (el aliado de España en ese tiempo) y Santo Domingo regresó a control español.

## Legado
En septiembre de 1814, Conti murió en la ciudad de Mayagüez, Puerto Rico. La ciudad de Mayagüez honró su memoria al nombrar un instituto "Rafael Conty Liceo Aquadillano".

## Condecoración militar
La condecoración militar otorgada a Conti:

Orden real y Militar de cruz de oro de Hermenegildo Santa en bronce gilt